# Real Club Deportivo Espanyol
El Real Club Deportivo Espanyol de Barcelona, S. A. D. (en catalán y oficialmente: Reial Club Deportiu Espanyol de Barcelona, S. A. D.) es un club de fútbol español con sede en la localidad catalana de Cornellá de Llobregat, en Barcelona. Si bien sus orígenes datan del año 1900 bajo la denominación de Sociedad Española de Foot-ball, se estableció oficialmente como club de fútbol en Barcelona el 28 de febrero de 1909 tras una reestructuración de diversos clubes deportivos bajo el nombre de Club Deportivo Español. Compite en la Primera División de España.
Tiene desde 1992, fecha de la reforma de la Ley del Deporte, la forma jurídica de sociedad anónima deportiva, cuya mayoría accionarial desde 2025 es de Velocity Sports Limited, principal accionista también del Burnley Football Club.
Regido por la Real Federación Española de Fútbol (RFEF) a nivel nacional, disputa sus encuentros como local en el RCDE Stadium y participó por última vez, en la temporada 2022-23, en la máxima categoría de la Liga Nacional de Fútbol Profesional, el Campeonato de Liga de Primera División, en la que ha competido en ella un total de 85 ediciones desde su establecimiento en 1929. Tiene el honor de haber sido uno de sus primeros participantes y su mejor resultado es un tercer puesto, logrado en cuatro ocasiones, que le sitúan séptimo en su clasificación histórica. Es uno de los clubes campeones del Campeonato de España de Copa, vencedor en cuatro oportunidades y subcampeón en otras cinco, y competiciones ambas en las que dos de sus integrantes tuvieron el honor de ser los primeros goleadores. A escala regional, ha ganado el Campeonato de Cataluña en ocho ocasiones —una más de su antecesora Copa Macaya—, la Copa Cataluña en seis y la Supercopa de Cataluña en una edición. A nivel internacional, auspiciado por la Unión Europea de Asociaciones de Fútbol (UEFA) y la Federación Internacional de Fútbol Asociación (FIFA) —máximo organismo futbolístico—, sus registros reflejan dos subcampeonatos de la Liga Europa de la UEFA —otrora Copa de la UEFA— como mejor resultado. Es por fundación y por el origen de la entidad en 1900 el quinto club activo más longevo del país.
Iniciado como un club de fútbol, pronto adquirió un carácter multideportivo, lo que le llevó a desarrollar varias disciplinas que fueron desapareciendo con el devenir de los años. Es reconocida como una de las entidades deportivas con más socios de España (suma en la temporada 2020-21 la cifra de 29 501 socios). Hubo especulaciones en la historia reciente de la entidad sobre la posibilidad de recuperar algunas de ellas como la sección de rugby que no llegó a materializarse, al contrario que una sección femenina de fútbol, establecida en 1970 y denominada Real Club Deportivo Espanyol femenino, el cual es uno de los más exitosos de España. Este compite en Primera Federación, la cual ha conquistado en una ocasión, título al que suma otros seis de la Copas de la Reina y cinco Copas de Cataluña, palmarés superior al de la sección masculina. Existe una sociedad deportiva ajena a la entidad, denominada Seccions Deportives Espanyol, la cual fue creada en 2017 en honor al club y en recuerdo de las antiguas secciones. Practican hockey patines, voleibol, baloncesto y balonmano.
Desde 1991 cuenta con un equipo filial propio, el Real Club Deportivo Espanyol "B", función que desde 1930 realizaban otras sociedades ajenas a él mediante acuerdos colaborativos. Pese a la tardía fundación del segundo equipo, contaba desde décadas antes con unas categorías inferiores o de formación, reflejadas en la actualidad con el área deportiva del R. C. D. Espanyol y considerada como una de las mejores y más prolíficas canteras del territorio nacional.

## Historia

### Fundación y primeros años (1900-06)

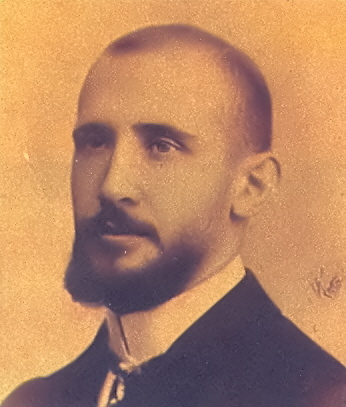
Ángel Rodríguez, fundador y primer presidente del club.

A finales del siglo XIX se fundan varios clubes para la práctica del football, deporte llegado de Inglaterra y que se comenzaba a practicar en España. En septiembre de 1900 los clubes de fútbol barceloneses estaban formados esencialmente por jugadores extranjeros, además de no admitir nuevos jugadores en el seno de sus entidades, motivo por el que el ingeniero industrial del Estado el señor don Ángel Rodríguez Ruiz, Octavio Aballí y Luis Roca deciden formar un nuevo club dedicado a tal práctica. Así se afiliaron a la Sociedad Gimnástica Española y cuyo presidente era el catedrático de la Universidad de Barcelona y padre de Ángel Rodríguez, el granadino Rafael Rodríguez Méndez. A este grupo de tres amigos se les conoció como «los tres mosqueteros»,[cita requerida] a los que se les unió un cuarto miembro, Joaquín Carril, que además tuvo el honor de ser el primer capitán del nuevo equipo.
El 28 de octubre de 1900 quedó establecido como la fecha de fundación oficial de la Sociedad Española de Foot-ball, como así indicó el semanario de la época Los Deportes, si bien es cierto que según el testimonio directo de Carolina Rodríguez, hija del fundador, el club se estableció el día 13 de ese mismo mes. Se eligió el citado nombre ya que las otras entidades ya existentes de la ciudad, el Catalá Foot-ball Club, el Foot-ball Club Barcelona y el Hispania Athletic Club ya habían usado alusiones geográficas o representativas de la ubicación y origen de los mismos. Así pues, se optó por este debido a la particular circunstancia de que ellos se erigieron principalmente para dar cabida a jugadores nacionales que quisieran practicar el nuevo deporte y que los otros clubes les privaban de hacerlo por no ser catalanes o extranjeros.
A una notable mayoría de catalanes se unieron pues un par de vascos y un andaluz, lo que confirió al equipo los tintes españolistas, y comenzó a disputar sin apenas preparación sus primeros partidos. La vestimenta era de camisa amarilla y calzón y medias negras. En los primeros años de existencia el club disputaba sus primeros encuentros de carácter amistoso en el Velódromo de la Bonanova o en el Campo d'en Grassot, una explanada cercana al Templo Expiatorio de la Sagrada Familia. De las contiendas se tienen constancia las producidas los días 11 y 18 de noviembre contra el Foot-ball Club Catalá, el día 25 ante el Hispania Athletic Club, el 8 del mes siguiente nuevamente contra la misma escuadra y el día 9 contra la Sociedad Deportiva Santanach. Los jugadores que figuraron como primeros integrantes fueron: Rafael Balmes, Carril, Telesforo Álvarez, Aballí, Luciano Lizarraga, Enrique Montells, Joaquín Sánchez, Ángel Ruiz, Ángel Rodríguez, Gaspar Munner y Ángel Ponz, además de otros como Juan Alcalá, Joaquín Escardó, Marià Galobardes o Miguel Bernat.
Se llegó así al 23 de diciembre, día en el que se produjo el primer enfrentamiento con el que años después sería su acérrimo rival, el Foot-ball Club Barcelona. Disputado en el campo blaugrana de Casanovas, el encuentro finalizó con un empate a cero goles.

#### Primeras contiendas oficiales
En 1901 se fusionó con el Español Foot-ball Club y dio lugar al nuevo Club Español de Foot-ball. El club disputó un amistoso contra el SD Santanach como local en el Campo del Hotel Casanovas, unos terrenos situados al lado del hotel que le dio nombre donde actualmente se encuentra el Hospital de la Santa Cruz y San Pablo. El encuentro se saldó con victoria por 2-1 y sirvió para foguearse antes de comparecer en la que fue la primera competición de foot-ball existente en España, el Torneo del Hispania Athletic Club—Copa Alfonso Macaya o simplemente Copa Macaya. 
El 27 de enero disputa la primera edición de la Copa Macaya, con una derrota por 4-1 de los españolistas frente a un Fútbol Club Barcelona con un plantel exageradamente internacionalizado. Munner fue el autor del que fue el primero de los españolistas en competición oficial.

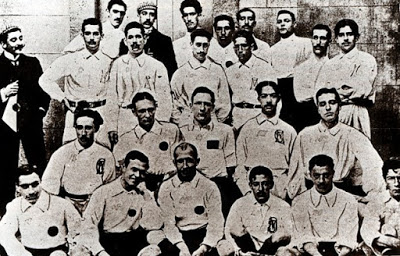
Final de consolación de la «Copa de la Coronación» frente al Madrid Football Club.

A partir del mes de marzo de 1901, el club se trasladó al Camp Frare Blanc donde jugaba como local el Hispania Athletic Club. Se encontraba en la calle Frare Blanc, cerca del Tibidabo. Por otra parte, el cambio de denominación trajo consigo también el cambio de indumentaria, que pasó a ser de camisa blanca, calzón azul, y medias del mismo color con vuelta de la bandera nacional.
A comienzos de 1902, el Foot-ball Club X inició su andadura ejerciendo como local en el Hipódromo de Can Tunis, aunque debutó el 16 de marzo en el Velódromo de Bonanova frente al tercer equipo del Catalá F.C. siendo derrotado por 4-1.
Por otro lado, el Club Español de Foot-ball se da a conocer al resto del territorio nacional cuando a mediados de mayo de 1902 se disputó el primer campeonato interregional de clubes: el Concurso Madrid de Foot-ball. Recibida la invitación por parte de la (Sociedad) Madrid Foot-Ball Club, organizador del evento, participó junto al F. C. Barcelona, el Club Bizcaya y el New Foot-ball Club. Al ser nones, un sorteo determinó que les tocase jugar una eliminatoria previa frente al conjunto vasco, vencedor final del partido por un resultado de 5-1 en el Hipódromo de la Castellana y a la postre vencedor del evento. Ángel Ponz fue el autor del primer gol de la historia de la que fuese el embrión del futuro Campeonato de España de Copa. Tras ser eliminado en su primer encuentro, a la finalización del torneo disputó el un trofeo de consolación para dictaminar el segundo puesto final frente al Madrid F. C., tras rehusar participar el resto de equipos perdedores. Un resultado de 3-2 favorable a los locales les impidió ganar su primer galardón, el de la Copa de la Gran Peña. Un tercer y un cuarto puesto son sus otras clasificaciones en la Copa Macaya y en la Medalla Federación Gimnástica Española del mismo año.
El 30 de noviembre de 1902, el club disputa el primer partido en el Campo Hospital Clínico Sur ante el F.C. Internacional con victoria local por 6–0. 
El fútbol comenzaba pues a dar síntomas de organización y seriedad y, tras el éxito cosechado por la competición, se produjo el mayo siguiente la inauguración del primer certamen nacional de clubes en España: el Campeonato de España-Copa del Rey. De nuevo organizada por el Madrid F. C., los catalanes aceptaron la invitación y fueron reforzados por algunos integrantes del Ibèria Foot-ball Club. En ella, jugada en formato triangular, perdieron sus dos encuentros por goleada frente a los promotores y los vascos del Athletic Club, vencedor final. Joaquín Cenarro fue el autor del único gol anotado por el equipo. El 23 de febrero de 1903 el equipo madridista devolvió la visita, que finalizó con un empate a cero.
En cuanto a las competiciones regionales, ese mismo año el club ganó la Copa Macaya, al salir vencedor de la que fue su última edición y se quedó con ella en propiedad. Paralelamente, se disputó también la primera edición de la Copa Barcelona en la que resultó subcampeón. Ambas competiciones se extinguirían para dar paso al Campeonato de Cataluña.
Unos años antes se había constituido la Asociación de Clubes de Football de Barcelona (ACF) quien desde 1904 organizó dicha competición. El equipo dio muestras de encontrarse en el mejor momento de su corta historia y se proclamó vencedor tras disputar 16 partidos, con 15 victorias y un empate. Invictos y con 83 goles a favor se situaron como el mejor conjunto de Cataluña, hecho lo que no hacía presagiar los acontecimientos que estaban por llegar.
En verano de 1903, pasó a disputar sus partidos como local en el Velódromo de la Calle Aragón, aunque el paso por este recinto fue efímero. El 6 de diciembre de 1903, el equipo se marchó al Campo del Hospital Clínico Norte en donde debutó en un partido que ganó por 2–0 frente al Catalá F.C..

### Suspensión de las actividades y refundación (1906-20)

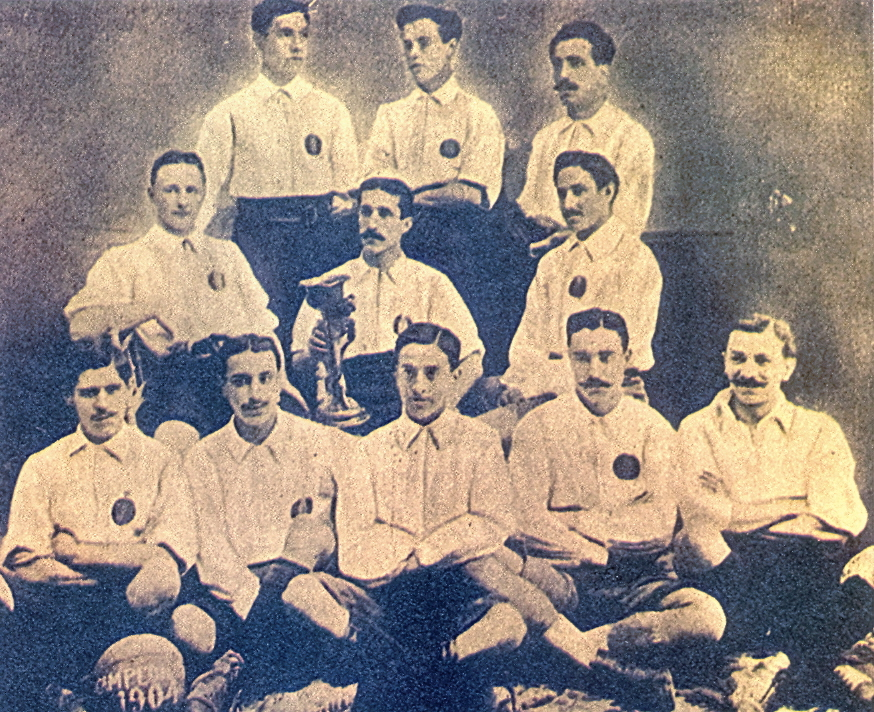
Instantánea del equipo campeón del Campeonato de Cataluña de 1904.

El 31 de diciembre de 1904 jugaron su primer partido contra un club internacional, el Stade Olympien des Étudiants de Toulouse francés, que finalizó con un marcador de 7-2 para los locales. El hecho fue uno de los últimos que presagiaban un gran futuro a la entidad antes de verse abocados a un repentino cese de actividades.
El 7 de enero de 1906 el Español comunica a la Asociación de Clubs de Barcelona que no participará en el Campeonato de Cataluña ante la imposibilidad de presentar un equipo digno. Esto se debió a la marcha de muchos de sus integrantes de Barcelona para continuar con sus estudios, lo que hizo preciso recordar el origen del club a mano de unos universitarios. Además, el presidente Josep Maria Miró Trepat sufrió de una enfermedad pulmonar que incluso puso en peligro su vida y su hermano Laureano se dedicaba plenamente a la política con lo que no pudo hacer nada para solucionar esta crisis. Así pues y con efectivos insuficientes para afrontar ningún partido hubieron de tomar tan drástica decisión cuando se encontraban en su mejor momento social y deportivo. Los pocos jugadores restantes ingresaron en las filas del Foot-ball Club X (renombrado en 1907 como X Sporting Club), con el que mantenía muy buenas relaciones.
El 2 de febrero de 1908, el X Sporting Club se trasladó al Campo de la Calle Marina, situado cerca de la Plaza de toros Monumental, y debutó con victoria frente al F.C. España por 1-0.
Esta situación se mantuvo hasta el año 1909, fecha en la que algunos de los jugadores emigrados volvieron a Barcelona para encontrarse con un panorama desolador. El 28 de febrero de ese mismo año, los jugadores que se marcharon al X Sporting Club y algunos integrantes del Club Español de Jiu-Jitsu se unieron a los estudiantes para retomar las práctica futbolística. Se consiguió además la incorporación de las secciones de esgrima, boxeo, jiu-jitsu y una sección recreativa dedicada al arte de la tala, todas provenientes del españolista club de lucha. Fue así como la entidad pasó a ser polideportiva y acogió nuevas ramas deportivas entre el ya reconocido football, merced sobre todo a la labor de Emili Sampere —uno de los jugadores que se marchó al X Sporting Club— y Julià Clapera —fundador del Club Español de jiu-jitsu—.
Como resumen de este complejo periodo fundacional, en el último año del siglo XIX, Ángel Rodríguez y un grupo de estudiantes de la Universidad de Barcelona fundaron la Sociedad Española de Foot-ball, —bajo amparo de la Sociedad Gimnástica Española y debido a que todos sus componentes eran españoles, en contraposición con la mayoría de clubes colindantes en la época que se componían de multitud de jugadores extranjeros—. Cambió su denominación apenas unos meses después tras unírsele integrantes del Español Foot-ball Club y cambiar su denominación a Club Español de Foot-ball. La marcha de varios integrantes de la ciudad en 1906, en su mayoría universitarios que finalizaron sus estudios, provocó que los restantes abandonaran el club para recalar en uno surgido en 1902 con el que mantenía buenas relaciones, el X Sporting Club. En 1909 se reestructuran nuevamente las sociedades. En dicho período, de 1906 a 1909, el club cesa sus actividades; se consideró con el devenir como un impasse y que «los sportinguistas» no eran sino continuadores del club españolista. Pese a ello, eran entidades distintas, una surgida en 1900 y otra en 1902, y rivales en lo deportivo, pese a que por diversos motivos sólo llegaran a enfrentarse en una ocasión. En 1909 se produjo la vuelta de varios de los antiguos universitarios a la ciudad condal con la idea de refundar el Club Español y contactaron con antiguos integrantes, unos en la sociedad sportinguista y otros en el Club Español de Jiu-Jitsu. Tras una reunión entre todos los involucrados se dio con la fusión de ambas entidades que desembocó en la fundación del Club Deportivo Español, y adoptó la base societaria y estructural del X Sporting Club —que en ese momento dejó de existir—, y adoptó los colores blanquiazules en su uniforme.
Con el nuevo carácter y los nuevos integrantes de la renacida entidad, el 20 de febrero de 1910, en la asamblea general, se cambió la denominación de la entidad a Club Deportivo Español, además de variar el color blanco del antiguo uniforme por uno a rayas blanquiazules, completado con un calzón y medias negras a propuesta del socio Eduard Corrons. No se sabía entonces, pero dicha camisa quedó desde entonces para la historia como los colores representativos del club. La referencia tomada fue la del escudo de armas del almirante Roger de Lauria, héroe militar de la Corona de Aragón que frenó la conquista de los franceses de Cataluña.
El 1 de marzo de 1911, el equipo se mudó en calidad de arrendatario al Campo de la calle Muntaner, conocido popularmente como "Campo de las Habas", en el cual debutó con un partido ante el Club Español de Madrid, que acabó en victoria local por 2–0. 
En mayo de 1911, se practicó por primera vez en el club el deporte del rugby, siendo también una novedad en la ciudad y el país. Formado por la mayoría de integrantes de la escuadra futbolística, se enfrentó al Patrie francés y demostró que la entidad catalana volvía a gozar de buena salud. Días después incorporó a tres futbolistas extranjeros, pioneros en recalar en su disciplina, procedentes del Plumstead Football Club de Londres, invitado para contender en unos festejos con varias demostraciones de encuentros de ambas modalidades. Frank Allack, William Hodge y Raine Gibson fueron los que marcaron el rumbo hacia el profesionalismo del club, hasta entonces regido por condición de amateur, y al que se unirían después los hermanos Charles y Percival Wallace.
El 11 de agosto de aquel año 1911, el equipo de fútbol disputó un encuentro amistoso contra un equipo inglés llamado Duncan, imponiéndose 1-0. Parte del encuentro se grabó en vídeo, convirtiéndose así ese documento en la película más antigua de la historia del fútbol español.

#### Un club real
Un año después el club vivió dos señalados acontecimientos. El primero, como fue el de consagrarse campeón de un torneo ocho años después del último al vencer su segundo Campeonato de Cataluña gracias a la aportación de los ingleses; así como la concesión el 25 de abril de 1912 del título de «Real» por parte del monarca Alfonso XIII y por el que desde entonces el club sería nombrado Real Club Deportivo Español.

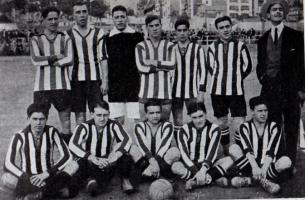
Equipo campeón de 1912 con los primeros jugadores foráneos del club.

Dos directivos dieron un impulso importante al R. C. D. Español de aquella época y principalmente en el aspecto económico, los señores Evelio Doncos y Genaro de La Riva. De nuevo instaurado como una de las referencias futbolísticas en Cataluña, mantuvo grandes disputas con el F. C. Barcelona y un nuevo club surgido, el Football Club España, y entre los tres se repartieron los éxitos de las sucesivas ediciones del Campeonato Regional.
El 9 de junio de 1914, el R.CD. Espanyol auspició en su estadio el primer encuentro de fútbol femenino de España, organizado por su por entonces jugador Paco Bru.
En junio de 1915 el club se embarca por primera vez en una gira. El destino elegido es el vecino Portugal, donde jugó un total de tres partidos, dos frente al Sport Lisboa e Benfica y uno contra un seleccionado lisboeta, saldados con resultados ambos de 1-2 frente a los benfiquistas y por 1-4 frente al combinado. El motivo fue el de promocionarse en el extranjero después de sus recientes éxitos, a los que sumó un nuevo campeonato regional, una Copa Barcelona y un subcampeonato de Copa del Rey, segundo de su historia.
Con la retirada de los grandes nombres, que sin embargo no mermaron la capacidad del equipo, figuraban en el plantel el capitán Pere Gibert o Emilio Sampere únicamente como grandes referencias. Se mantuvo así, hasta que apareciese en el club un joven Ricardo Zamora procedente del Universitary Sport Club, resultante de una fusión de dos clubes de estudiantes de Medicina y Ciencias. El jugador de dieciséis años que abandonó a los diecinueve el club para finalizar sus estudios, fue convencido para retomar la práctica deportiva por los rivales del F. C. Barcelona, que, sin embargo, no pudieron retenerle y el jugador retornó nuevamente para convertirse en un reconocidísimo portero, y antes de recalar en el Madrid F. C.; fueron estos dos clubes los que le encumbraron como una de las figuras históricas del fútbol español e internacional. El jugador debutó precisamente en un partido Español-Madrid el 23 de abril de 1916.
El jugador conquistó con el club el Campeonato de Cataluña de 1918, y que sería el último del club antes de una larga sequía propiciada por la marcha de cuatro de sus mejores futbolistas, entre los que se encontraba el guardameta.

### La compra de Sarriá y la consolidación del club en los años 20
Al llegar los años 20, el R. C. D. Español ya era por derecho propio el segundo club de fútbol más reconocido de Cataluña, con la obtención de los campeonatos regionales de 1904, 1912, 1915 y 1918. En aquel momento era únicamente superado por el F. C. Barcelona. La buena situación deportiva del equipo propició que fuera adquiriendo cada día más socios entre aquellos seguidores que les gustaba el fútbol pero que por diferentes motivos no se sentían afines al Fútbol Club Barcelona. Por ello, la directiva y socios tuvieron la idea de construir un campo de fútbol como había hecho su rival directo con el Camp de Les Corts.
Los hermanos De La Riva compraron por 170 000 pesetas de la época la finca Manigua de Can Rabia en la antigua carretera de Sarriá. El 31 de diciembre de 1922 se colocó la primera piedra y el 18 de febrero de 1923 se inauguró el Estadio de Sarriá con un encuentro que acabó 4-1 contra la Unió Sportiva de Sans; el centrocampista españolista Vicente Tonijuán fue el autor del primer gol. El estadio estaba equipado únicamente con las instalaciones imprescindibles y un aforo limitado de 10 000 espectadores, pagadas por la directiva, pues la empresa constructora a la que se le había avanzado una parte importante del dinero, quebró. Esto representó un golpe duro para la entidad, ya que en su afán de construir un estadio importante, había adelantado una cantidad importante de dinero para su construcción y la quiebra y el sobrecosto que supuso, pusieron la economía del club bajo mínimos. 
La década estuvo llena de éxitos deportivos para el club, el cual disputó diversos encuentros contra equipos internacionales, entre los que destacaron los jugados frente al VfR Neumünster, Imperial de Lisboa, Sportovní klub Čechie Karlín, el Athletic Club Sparta Praha, el Fotbalový Klub Viktoria Žižkov y el Nuselský Sportovní klub. Sin embargo, dada la delicada situación financiera, el club se vio obligado a realizar un viaje por Portugal y las Canarias donde fichó al jugador José Padrón, y al finalizar la temporada se embarcó en una gira por América y Europa Central que sirvieron para financiar la tribuna del estadio. Durante el viaje disputó encuentros contra la selección argentina y la selección uruguaya, en los que hubo una enorme expectación, aprovechando la fama conseguida por Ricardo Zamora. A pesar del gran esfuerzo económico que supuso, con el paso del tiempo el estadio se convirtió en un espacio mítico para club y aficionados.

### Las primeras ligas

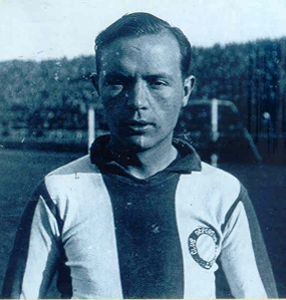
Pitus Prat, primer goleador del campeonato de Liga.

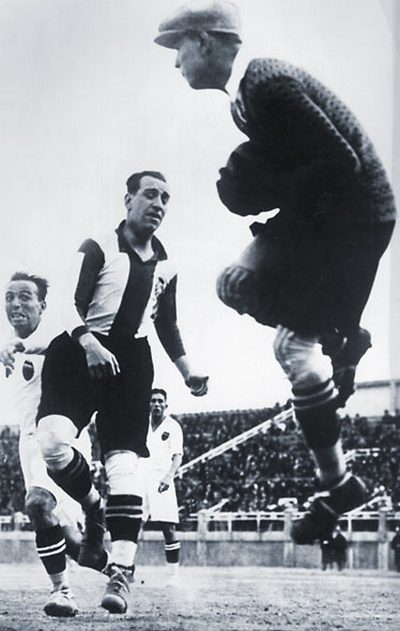
Ricardo Zamora, uno de los mejores guardametas de la historia.

Gestándose la creación de un campeonato nacional de liga en el país, los españolistas consiguieron vencer su primer Campeonato de España de Copa, que les otorgó el derecho a ser uno de los participantes en la primera edición de la liga que tuvo inicio esa misma temporada; siendo así uno de los 10 equipos con el privilegio de haber participado en histórica edición. Además de esta efeméride, el club entró en la historia del fútbol español tras marcar Pitus Prat el primer gol oficial de esta competición en el partido contra la Real Unión de Irún que terminó con dos a goles a uno a favor de los catalanes. Al final de la temporada 1928-29, se homenajeó a Patricio Caicedo, quien se convirtió durante muchos años en el entrenador del equipo, mientras que en contraposición de las alegrías, hubo que lamentar el traspaso de Zamora al Real Madrid Club de Fútbol en el año 1930 por la cifra récord de 100 000 pesetas de la época, tras haber sido la más destacada figura del plantel durante la década. En 1931, con la instauración de la Segunda República Española, el club pierde su condición de Real.
Sin ninguna duda, fue el R. C. D. Español el equipo que sufrió más bajas entre los clubs de la ciudad en sus socios y deportistas durante la guerra civil española, quedando muy mermadas las estructuras del Club. El 10 % de sus socios (62) fueron ejecutados en la retaguardia republicana o murieron luchando en el bando nacional. Entre los nombres de los caídos figura el militar Fernando Lizcano de la Rosa. Durante el conflicto bélico, el club participó en dos campeonatos amistosos. En el Copa de la España Libre de 1937, el conjunto blanquiazul quedó en tercer lugar de una liga de cuatro equipos, por delante del Gerona Football Club y por detrás del Valencia Football Club y del Levante Football Club, este último ganador del torneo. En la Liga Mediterránea de fútbol, también disputada en 1937, el R. C. D. Español acabó en segundo lugar en una liga de ocho equipos a tan sólo un punto del campeón, el Football Club Barcelona. Completaron el torneo los siguientes equipos: Gerona F. C., Valencia F. C., Levante F. C., Gimnástico Football Club, Granollers Sport Club y Athletic Club de Castellón.

### El R. C. D. Español durante la posguerra
En 1939, el club empezó a utilizar de nuevo su denominación real. La posguerra comienza con un gran éxito para el club, que se alzó con su segunda Copa de España en 1940, denominada por aquel entonces Copa del Generalísimo al imponerse en la final al Madrid Club de Fútbol por dos goles a uno. También se jugó en 1940 la que es el precedente de la Supercopa de España de Fútbol, denominada Copa de Campeones de España que se perdió ante el Atlético Aviación por un global de 10 goles a 4 favorable a los madrileños. En las temporadas 1943-44, 1944-45 y 1946-47 se retiraron tres grandes jugadores del club: Pere Solé, Crisanto Bosch y Alberto Martorell, y por este hecho el club les hizo homenajes.
En diciembre de 1949 el R. C. D. Español se desplaza a Filipinas donde juega una serie de encuentros amistosos. El socio número 1 de la entidad de aquella época, Julià Clapera, se da cuenta de que en octubre de 1950 se cumplían los 50 años de la fundación del club. El primer acto de dicha efeméride fue un partido de béisbol que enfrentó al R. C. D. Español contra el equipo estadounidense del Wiesvaden Flyers y que terminó con victoria visitante por 19 carreras a 5. El partido de fútbol de conmemoración se juega el 29 de marzo contra el Malmö FF sueco, en el que el conjunto blanquiazul se impuso por 3 goles a 2 con una alineación que mantenía la filosofía inicial de no incorporar jugadores extranjeros.
En julio de 1951 se iniciaron las obras de ampliación de Sarriá, y el estadio, que pertenecía a la familia de La Riva, pasó a ser propiedad del R. C. D. Español que presidía Francisco Javier Sáenz. Durante los años cincuenta juega otro de los grandes mitos del club, el andaluz Julián Arcas y también se ficha al entrenador argentino Alejandro Scopelli, que hará grandes temporadas en el club y que se hizo famoso por hacer respirar oxígeno a sus jugadores durante los descansos de los partidos.
Otro hecho curioso de esta época se produjo el 14 de diciembre de 1952 en un derbi barcelonés disputado en terreno barcelonista. El R. C. D. Español, llegaba líder invicto y con una ventaja de seis puntos sobre el FC Barcelona. A su llegada al vestuario, los jugadores blanquiazules, se encontraron con algo insólito, pues dentro de este había una gran humareda producida por el quemado de unas toallas además de no haber agua caliente. Durante el partido y tras adelantarse los "pericos", algunos seguidores azulgranas saltaron al campo. El Gobernador Civil de la época obligó a los jugadores del R. C. D. Español a acabar el partido aunque estos se negaban. Finalmente, el partido acabó con la victoria azulgrana por 2 goles a 1. Los futbolistas "pericos" salieron indignados por las 'malas artes' utilizadas por su eterno rival.

### Los años 1960
La década de los 60 comienza con un viaje a los Estados Unidos de América y Canadá para tomar parte en la segunda liga americana de Nueva York en julio de 1961. El primer partido se disputó el 4 de julio en Montreal ante el Concordia canadiense en el Molson Stadium con resultado final de empate a un gol. El segundo partido fue ante el AS Mónaco con victoria españolista por tres goles a uno también en Montreal. Para el tercer partido y ya en Nueva York, el R. C. D. Español se enfrentó al Shamrock Rovers Football Club de Irlanda al que venció por 4-1 en el estadio de béisbol Polo Grounds. El cuarto encuentro llegaría el 12 de julio en el mismo escenario neoyorquino, contra el Estrella Roja de Belgrado, quien cortó de raíz la buena marcha de los entonces discípulos de Ricardo Zamora al derrotarlos por un contundente 7-2. El 16 de julio, de nuevo en el Polo Grounds, la derrota por 5-1 frente al Dukla Praga alejó al conjunto españolista de toda opción de clasificación para la final. Ya sin posibilidades llegaría la derrota por 3-0 frente al Rapid de Viena antes de poner fin a la participación con el séptimo y último partido frente a los israelitas del Petah Tikvah el 27 de julio, con triunfo españolista por 4-1, ambos disputados de nuevo en el Polo Grounds de Nueva York. Tras los siete partidos, el R. C. D. Español concluyó su participación y se clasificó en quinto lugar de su grupo, empatado a 7 puntos con el Estrella Roja de Belgrado tras acumular tres victorias, tres derrotas y un empate. Antes de cruzar el charco de vuelta a casa, el equipo viajaría hasta Chicago para disputar un partido amistoso en el estadio Soldier Field, con derrota por 5-4 ante el Rapid de Viena.
La temporada 1961-62 el equipo participa por primera vez en la Copa de Ferias, en la cual es eliminado en cuartos de final. En la liga regular, el equipo lleva una mala trayectoria y se hacen cargo del equipo Ricardo Zamora y Julián Arcas, pero no logran evitar el primer descenso del club a Segunda División. La temporada siguiente, se sentó en el banquillo el hombre que entrenando al Real Valladolid Club de Fútbol había enviado al R. C. D. Español a Segunda, Heriberto Herrera, y se recuperó la división perdida la temporada anterior. Un hecho destacable para la entidad se produjo la temporada 1964-65 en la que se fichó al argentino Alfredo di Stéfano. La anterior temporada también se había fichado a Ladislao Kubala. Durante el curso siguiente el equipo participó de nuevo en la Copa de Ferias y fue eliminado otra vez en cuartos de final.
En verano de 1966 se convierte en presidente Joan Vilà Reyes. Durante esta época se crea la famosa delantera españolista que pasaría a la historia del club bajo el nombre de "los 5 delfines", que en realidad eran seis; Amas, Marcial, Cayetano Re, Rodilla, José María y Miralles.

### Los años 1970
En junio de 1971, y con José Emilio Santamaría como entrenador, el R. C. D. Español vuelve a ser pionero y realiza una gira por la Unión Soviética. El primer partido se disputó en Kiev contra el FC Dinamo de Kiev; ganaron los ucranianos por 3 goles a 0. Continuó la gira por Leningrado, para enfrentarse al Zenit de San Petersburgo, acabando el partido con empate a cero. Para disputar el último partido de la gira, el equipo se desplazó a Moscú, para jugar contra el Torpedo de Moscú, siendo también el resultado final de empate a cero. A pesar de no haber ganado ningún partido ni haber conseguido ningún gol, la experiencia se consideró positiva y es que con este viaje a la URSS el club empezaba a abrir puertas por el resto del mundo.
Con Santamaría en el banquillo se realizan grandes campañas en la liga española. En esta década, después del cambio de formato de la Copa de Ferias, que pasa a ser la Copa de la UEFA, participa las temporadas 1973-1974 y 1976-1977, siendo eliminado en octavos de final. A finales de la temporada 1979-80, el club realizó una exitosa gira por el Extremo Oriente, donde jugó en las ciudades de Tokio y Manila. En la capital nipona, el club participó y se proclamó campeón del Torneo Internacional de Tokio; en primer lugar se enfrentó al Fujita Tokio, al que venció por 2 goles a 0. A continuación y por el mismo resultado se deshizo de la selección de fútbol de China y por último se enfrentó al conjunto inglés del Middlesbrough Football Club al cual derrotó en la tanda de penaltis después de acabar el partido reglamentario con empate a uno. De Tokio el equipo se desplazó a Manila, donde se enfrentó en dos partidos amistosos al Lioaning, al cual derrotó por 3 a 1 y 4 a 1.
El 8 de septiembre de 1978 muere en Barcelona Ricardo Zamora, posiblemente una de las figuras más grandes de la historia del club. Durante la década de los 70 y principio de los 80 destaca en el R. C. D. Español la figura del futbolista navarro Rafael Marañón, que con 111 goles llegó a ser el jugador que más goles había marcado en la historia del club durante muchos años, hasta que fue superado por otro icono de la entidad, Raúl Tamudo.

### Los años 1980 y 90

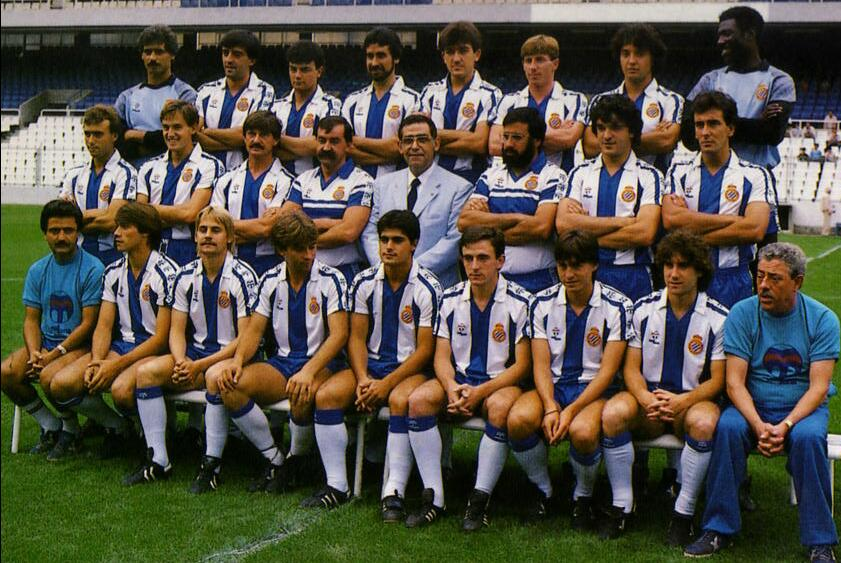
Una de las fotos oficiales del equipo en la década de los 80.

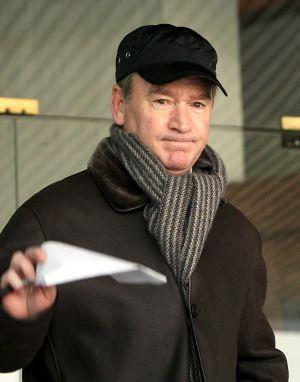
Javier Clemente logró clasificar a los periquitos para la final de la Copa de la UEFA 1987-88.

Las últimas décadas de la historia del club se han caracterizado por la irregularidad en la clasificación final de cada liga, con grandes campañas con entrenadores como Javier Clemente (con quien se llega a la final de la Copa de la UEFA en 1988), y dos descensos a Segunda División en la década de los 90 en un contexto de grave crisis económica, especialmente durante los mandatos de Julio Pardo Padrós y Francisco Perelló, siendo grandes jugadores de la época Tintín Márquez, Ernesto Valverde, Pichi Alonso, John Lauridsen y Thomas N'Kono entre otros. Muy recordada entre todos los seguidores "pericos" fue la participación en la Copa de la UEFA de la temporada 1987-88. En esta edición se eliminaron a los siguientes equipos: Borussia Mönchengladbach, AC Milan, Inter de Milán, TJ Vítkovice y Club Brujas antes de no poder superar en la final y, en los penaltis, al Bayer 04 Leverkusen.
El 4 de diciembre de 1992, el R. C. D. Español se inscribe en el Registro Mercantil como Sociedad Anónima Deportiva, y poco después, el 6 de julio de 1994 se crea el R. C. D. Español "B" al absorber los derechos federativos del FC Cristinenc, de Santa Cristina de Aro. Con dicho equipo se había mantenido una colaboración durante tres años antes.
En 1995 el club catalaniza su nombre y pasa a llamarse Reial Club Deportiu Espanyol de Barcelona, S.A.D..
Debido a la mala gestión económica y deportiva de los directivos, el club se ve obligado a vender el Estadio de Sarriá y así paliar la deuda que arrastra el club. El 21 de junio de 1997, se jugó el último partido en el estadio de Sarriá correspondiente a la jornada 38 de Liga. El conjunto perico se impuso por 3 goles a 2 frente al Valencia Club de Fútbol; el defensa valencianista Iván Campo fue el autor del último gol de la historia del estadio. Unos días después de la venta de Sarriá, Daniel Sánchez Llibre es elegido presidente de la entidad. El club pasó a jugar sus partidos como local la siguiente temporada en el Estadio Olímpico de Montjuïc. Debutó en partido de Liga frente al Real Club Celta de Vigo con empate a 1.

### Un club centenario
En honor al centenario de la entidad, el club recibe de la Generalidad de Cataluña el Premio Cruz de Sant Jordi, y el 14 de noviembre de 1999, se juega el partido que inauguraba los actos del centenario en el Estadio Olímpico de Montjuïc (renombrado en 2001 como Estadio Olímpico Lluís Companys), en el que el R. C. D. Espanyol derrotó a la Selección Argentina de Fútbol por 2 goles a 0.
La remontada patrimonial de la entidad se inicia con la construcción de una Ciudad Deportiva propia en San Adrián de Besós, inaugurada en 2001, y la colocación de la primera piedra del nuevo estadio del club en 2003, situado entre los municipios de Cornellá de Llobregat y El Prat de Llobregat, y financiado por un crédito concedido por cinco entidades financieras por un total de 55 millones de euros.
Deportivamente, durante esta etapa, el equipo se instala en la zona media de la clasificación con la excepción de las temporadas 2002-03 y 2005-06 en las que se roza el descenso y la 2004-05, en la que se acaba a un punto de acceder a la Liga de Campeones de la UEFA, con Miguel Ángel Lotina en el banquillo. Con Paco Flores como entrenador, el club consigue su tercera Copa del Rey en la temporada 1999-2000, el mismo año de su centenario, en una final disputada contra el Atlético de Madrid (2-1) en el Estadio de Mestalla. Seis años después y con Miguel Ángel Lotina de entrenador, se logra la cuarta Copa del Rey en el Estadio Santiago Bernabéu de Madrid en una final disputada contra el Real Zaragoza (4-1). A nivel europeo, el club participa tres veces, dos de ellas consecutivas, en la Copa de la UEFA, las temporadas 2000-01, 2005-06 y 2006-07. En esta última se llega a la final, que se disputa ante el Sevilla FC en Hampden Park, y que finalmente se pierde en la tanda de penaltis. Esta década es, sin duda, la época con más títulos oficiales de la historia del R. C. D. Espanyol en la que además se contó con jugadores del nivel de Raúl Tamudo, Iván de la Peña, Luis García, (estos tres formaron el trío conocido como "los 3 tiburones") y también Albert Riera, Mauricio Pochettino, Walter Pandiani y Carlos Kameni entre otros. En ese momento el club fue reconocido como el 10.º mejor equipo del mundo según la IFFHS.
El 9 de junio de 2007, Raúl Tamudo se convirtió en el máximo goleador de la historia al conseguir un total de 113 goles y superó así los 111 de Rafael Marañón. El gol más recordado de Tamudo es el marcado en la temporada 2006-07 al Fútbol Club Barcelona en el último minuto de partido en el Camp Nou, que le costó el título de Liga a los barcelonistas en favor del Real Madrid Club de Fútbol.
El 31 de mayo de 2009 se ponía fin a 12 temporadas en el Estadio Olímpico de Montjuïc, tras la marcha del Estadio de Sarriá, con el partido que ganó el R. C. D. Espanyol por 3 goles a 0 ante el Málaga C.F. En este mismo encuentro Raúl Tamudo logró un hat-trick y alcanzó la cifra de 129 goles con el conjunto españolista.

### La vuelta a casa

Gráfico del desempeño del RCD Espanyol en la liga 1929-2023

Tras doce temporadas en el Estadio Olímpico de Montjuïc, el club se trasladó al Estadio de Cornellá-El Prat. El 2 de agosto de 2009 se estrenó el nuevo estadio con un partido amistoso contra el Liverpool FC con resultado de 3-0 favorable a los periquitos. Luis García Fernández fue el autor del primer gol en este campo seguido más tarde por dos goles de Ben Sahar. También anotó un tanto Raúl Tamudo que fue mal anulado tras un fuera de juego inexistente. Con esta inauguración, el club volvía a tener casa propia tras la demolición del mítico Estadio de Sarriá. El nuevo estadio tenía que ser un punto de inflexión para la entidad tanto en lo deportivo como en lo económico.
Sin embargo, la alegría duró muy poco a los aficionados españolistas ya que el 8 de agosto de ese mismo año tuvo lugar uno de los sucesos más tristes en la historia del R. C. D. Espanyol. El capitán Dani Jarque falleció a la edad de 26 años de un paro cardíaco en Coverciano, donde el club se encontraba en una gira por Italia. El club perdía a su capitán y a uno de sus símbolos. Actualmente cada minuto 21 (dorsal que llevaba) de cada partido la afición perica le rinde un homenaje aplaudiendo y cantando su nombre.
El 10 de septiembre de 2009, la IFFHS publicó la clasificación de los mejores clubes europeos del siglo XX, ocupando el R. C. D. Espanyol la posición número 98 debido a sus participaciones en competiciones europeas.
Con la llegada de Mauricio Pochettino al banquillo durante la temporada 2008-09 para salvar al equipo del descenso a Segunda División, objetivo que cumplió, la entidad lleva a cabo un proyecto deportivo basado en la promoción de futbolistas criados en la cantera del club y en la austeridad económica. En temporadas sucesivas, el conjunto blanquiazul alcanza la salvación con comodidad, luchando incluso en algunos momentos por entrar en la Liga Europa de la UEFA. Sin embargo, tras disputarse 14 jornadas de la temporada 2012-13, la directiva del club decidió cesar a Pochettino por tener al equipo blanquiazul colista de la categoría. Días después se anunciaba al nuevo técnico periquito, el mexicano Javier Aguirre, que logró revertir la situación y cosechar resultados positivos.
Javier Aguirre continuó una temporada más en el club volviendo a conseguir la permanencia en una temporada de transición. En verano, tomó las riendas Sergio González que en su primera campaña en la máxima categoría logró clasificar al equipo para las semifinales de Copa del Rey y situar al equipo en una cómoda posición en la tabla. Sin embargo, en diciembre de 2015 el Consejo de Administración decidió prescindir de sus servicios por la irregularidad del equipo. Constantin Galca, exjugador del RCD Espanyol, fue elegido como nuevo técnico.

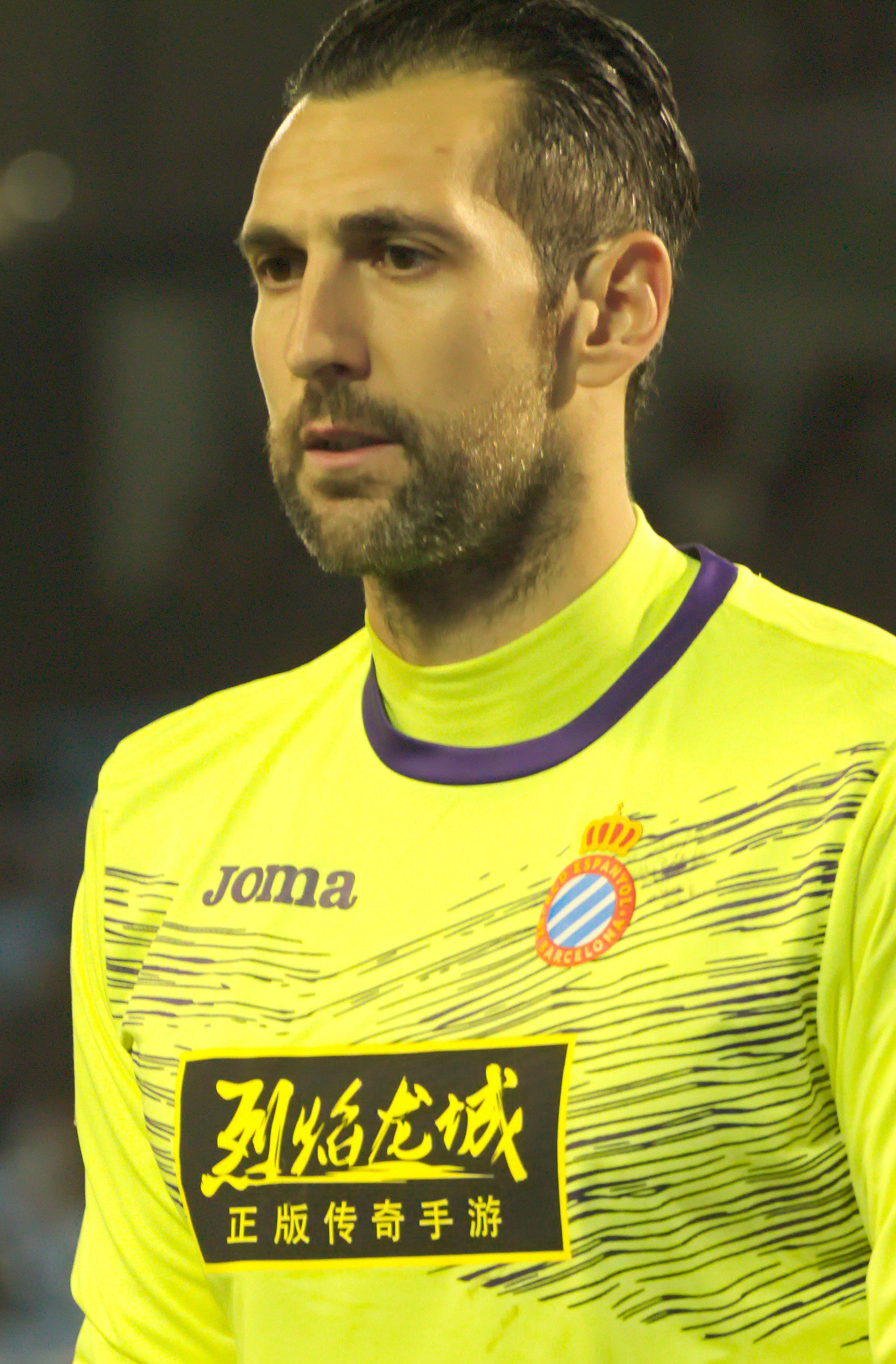
Diego López, portero del Espanyol entre 2016 y 2022.

Paralelamente, en el apartado institucional también se produjeron cambios relevantes. El presidente Joan Collet y su Consejo de Administración decidieron presentar su dimisión el 20 de enero para que Chen Yanseng se hiciera cargo del club. El propietario del grupo empresarial completó en noviembre de 2015 la compra a los principales accionistas de un paquete accionarial superior al 50% que le permitió hacerse con el control del club aunque no fue hasta el 19 de enero cuando se confirmó la compra. Su entrada al R. C. D. Espanyol fue determinante para cubrir diferentes pagos con Hacienda y proveedores. A nivel deportivo, sin embargo, no mejoró demasiado el rendimiento, manteniéndose en mitad de la tabla las tres temporadas siguientes y destacando como principal alegría la consecución de la Supercopa de Cataluña de 2016, al derrotar 0-1 al F. C. Barcelona con gol de Caicedo.
Habría que esperar hasta la temporada 2018-19 para que, doce años después de disputar la final de Glasgow, el R. C. D. Espanyol volviera a clasificarse para disputar competición europea, dirigido por Rubi (que abandonaría el equipo al acabar la temporada) y finalizando la Liga en séptimo lugar.

### Los años 20 delsigloXXI

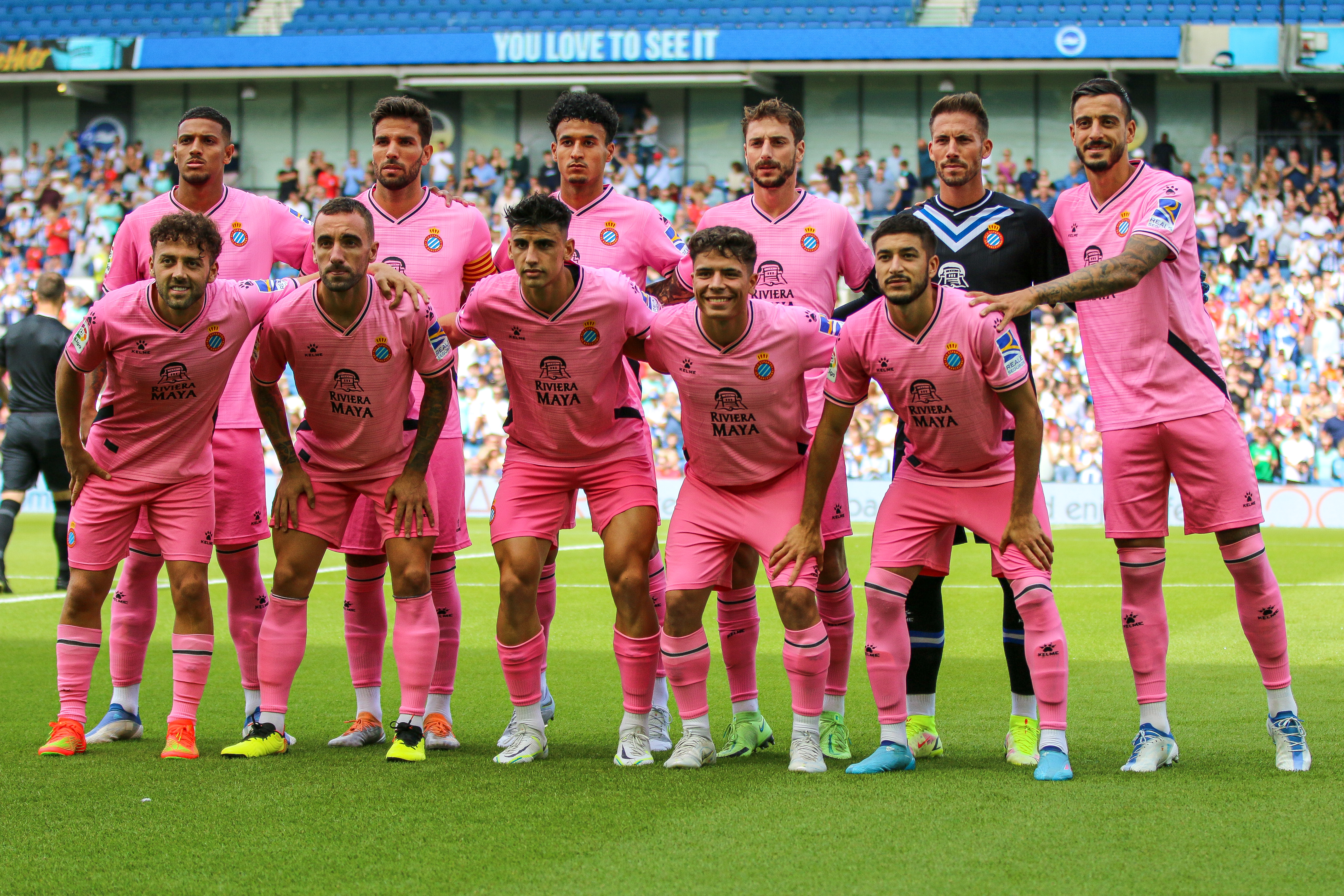
Alineación titular antes de un partido de pretemporada en 2022

La temporada 2019-20 comenzó marcada por la ausencia de una pretemporada al uso, debido a las rondas previas de la UEFA Europa League. Aunque tanto dichas rondas como la posterior fase de grupos serían superadas, finalmente el equipo apenas alcanzaría los dieciseisavos de final, siendo eliminado por el Wolverhampton. Sin embargo, el peor rendimiento se dio sin duda en el campeonato de Liga, tanto antes como después del parón motivado por la pandemia de COVID-19. Tras cuatro cambios de entrenador y desembolsar más de cincuenta millones de euros en fichajes, de los que prácticamente 40 fueron invertidos en el mercado de invierno fichando a jugadores como Raúl de Tomás, Adrián Embarba y Leandro Cabrera, sin embargo, no pudieron revertir la situación y el equipo finalizó por primera vez en el último puesto de la clasificación. Tras concluir la liga en esa posición el Espanyol publicó un comunicado pidiendo que se eliminaran los descensos en esa temporada. Al no prosperar su petición, el club barcelonés descendió a segunda división. Ya en Segunda División tras veintiséis temporadas consecutivas en la élite, el R. C. D. Espanyol fichó como nuevo entrenador a Vicente Moreno.
El 8 de mayo del 2021, tras disputar 38 jornadas en la categoría de plata, un empate a cero (0-0) en La Romareda contra el Real Zaragoza certificó su ascenso matemático a Primera División a falta de cuatro partidos por disputarse. Acabó la temporada como campeón. Raúl de Tomás obtuvo el premio Pichichi y Diego López, a sus 39 años, el premio Zamora de Segunda División. 
En la temporada 2021-22, el club alcanzó la permanencia a falta de dos jornadas por disputarse. Tras esto, cesó a Vicente Moreno y se inició una nueva era de la mano de Diego Martínez. En la nueva temporada, tras una serie de malos resultados, Martínez fue destituido y reemplazado por Luis García Fernández en abril de 2023. Tras la llegada del nuevo entrenador, el club enlazó una série de partidos irregulares por los que acabaría descendiendo oficialmente a la categoría de plata en la penúltima jornada. El mismo año, el club anunció que emprendía acciones legales a través de la justicia ordinaria en protesta por una decisión arbitral a la que culpaban de su descenso. 
Tras descender en la temporada 2022-23, el Espanyol logró regresar a LaLiga EA Sports en la 2023-24. Finalizó en 4.ª posición en Segunda División con 69 puntos (17 victorias, 18 empates y 7 derrotas), anotando 59 goles y recibiendo 40.
En los playoffs de ascenso, eliminó al Sporting de Gijón en semifinales y venció al Real Oviedo en la final con un marcador global de 2-1, asegurando su retorno a la máxima categoría.
En la temporada 2024-25, el R. C. D. Espanyol logró mantenerse en la Primera División. El equipo certificó su permanencia en la máxima categoría en la última jornada del campeonato, tras vencer por 2-0 a la UD Las Palmas en el RCDE Stadium, con goles de Javi Puado y Pere Milla.
El club finalizó en 14.ª posición con 42 puntos, superando en la clasificación a Girona, Sevilla, Leganés y Deportivo Alavés, salvando así la categoría tras una lucha ajustada hasta el final.
El entrenador José Manuel González, conocido como Manolo González, fue ratificado en su cargo al finalizar la temporada, tras haber tomado las riendas del equipo en 2023 y lograr primero el ascenso y después la permanencia. El técnico destacó en declaraciones posteriores la necesidad de que el club dé un paso adelante en cuanto a estructura deportiva, señalando la importancia de consolidar un proyecto ambicioso en Primera División.

## Símbolos

### Historia y evolución del escudo

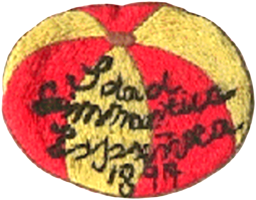
Escudo de la Sociedad Gimnástica Española en 1897, embrión del club y entidad del que se tomó el primer emblema.

A lo largo de su historia, el R. C. D. Espanyol ha tenido un total de siete escudos diferentes.

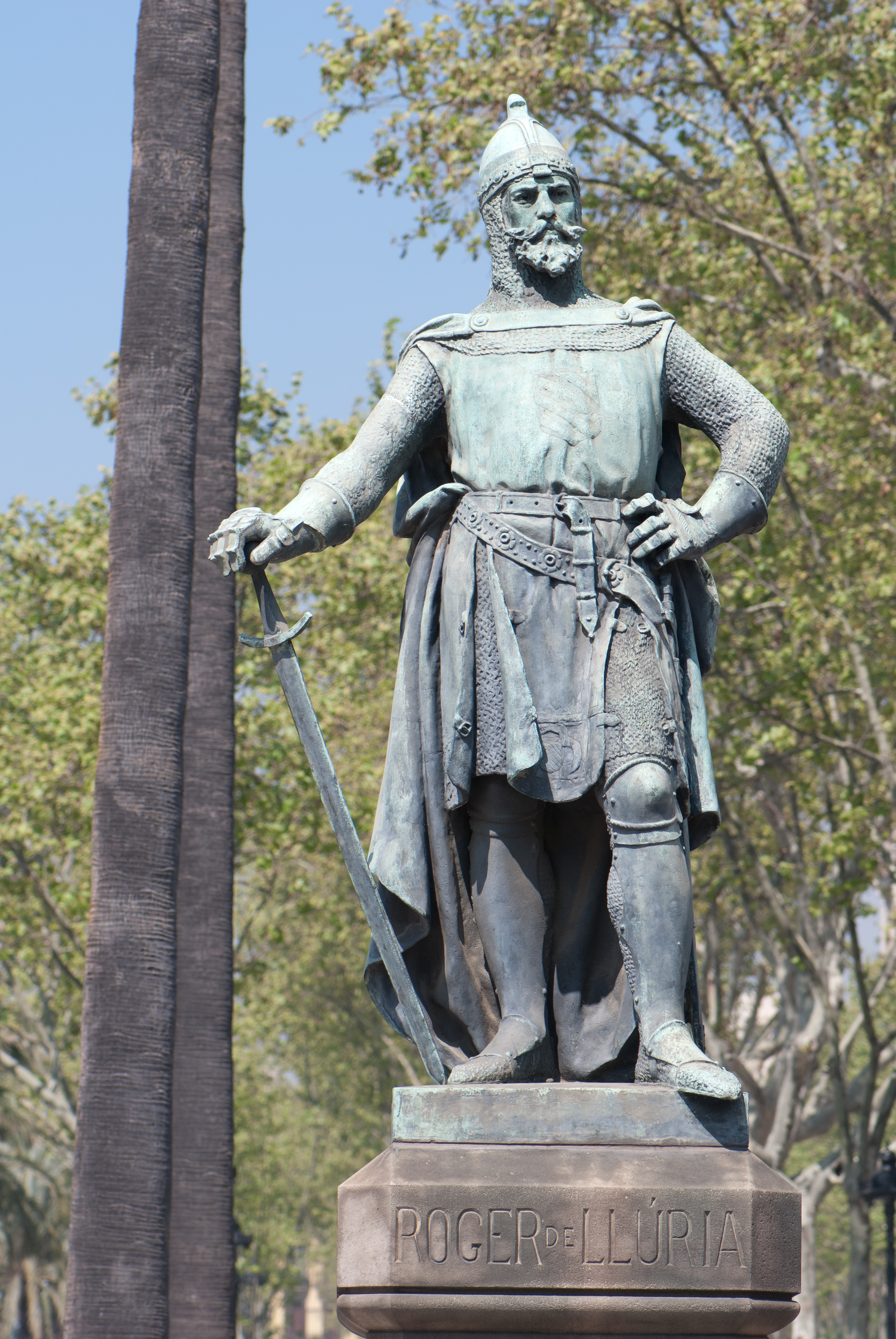
El blanco y el azul del escudo del club hacen referencia a los colores del blasón de Roger de Lauria.

El primero de ellos, con las iniciales de su denominación de Club Español de Fútbol, corresponde a los años que van del 1901 al 1906 y lleva los colores rojigualdos a semejanza del emblema de la Real Sociedad Gimnástica Española, club embrión del españolista. El segundo fue diseñado por Eduard Corrons al adoptarse los colores blanco y azul en referencia a los colores del blasón de Roger de Lauria y se utilizó de 1909 a 1912, con variaciones en las iniciales tras una modernización y estilización. A partir de entonces tras la concesión del título de real por parte del monarca Alfonso XIII, el mismo diseñador lo modificó añadiendo la corona real y ampliando el borde de la circunferencia para introducir la leyenda «Real Club Deportivo Español» al tiempo que las rayas verticales con los colores institucionales pasaron a ser oblicuas.
Durante la Segunda República Española se suprimió la corona y la palabra «real» por alusión a símbolo monárquico, y se restauraron tras la guerra civil española, concretamente en 1940. Así perduró hasta el siguiente cambio, datado en 1995, cuando Pere Durán retocó el escudo esquematizando la corona y se modificó la leyenda poniendo el nombre de la entidad en catalán, además de añadirse el nombre de la ciudad: «RCD Espanyol de Barcelona». El actual escudo tiene vigencia desde diciembre de 2005 y presenta una única evolución en la corona, con respecto al último diseño de Pere Durán, consistente en que el interior carmesí de la corona aumentó ligeramente hasta completar el espacio interior además de pasar los tonos amarillos a uno más dorado.
|                                                            |
| Símil tomado de la Sociedad Gimnástica Española (1901-06). |

|                                                                   |
| Cambio de nombre con los colores nacionales y del club (1909-10). |

|                                                              |
| Modernización y estilización del anterior escudo. (1910-12). |

|                                                                |
| Escudo con la corona real otorgada por Alfonso XIII (1912-95). |

|                                                      |
| Desaparición de las alusiones monárquicas (1931-39). |

### Himno
El R. C. D. Espanyol ha tenido tres himnos popularmente reconocidos a lo largo de su historia. El primero data de 1975. Fue obra de Ricardo Pastor (letra) y José Guardiola (música) y tuvo por nombre "Somos españolistas". Se trata de una poesía escrita en castellano y catalán dedicada a los colores blanquiazules, al Estadio de Sarriá y a Roger de Lauria. El segundo himno es sin duda el más conocido, querido y entonado en el estadio por los seguidores periquitos. Data de 1983 y fue obra de Carlos Laporta y de Isidro Sola, siendo también bilingüe. En 1997 se hizo una versión totalmente en catalán. El himno actual del club fue grabado por el Orfeón Catalán y la Orquesta Sinfónica del Vallés. La música fue compuesta por el exdirector de la orquesta 'La Selvatana', Antoni Mas. La letra es obra del historiador españolista Juan Segura Palomares. El himno se presentó el 14 de noviembre de 1999 en el Estadio Olímpico de Montjuïc durante el acto inaugural del Centenario. En el 2005 el grupo ibicenco de rock 'Statuas d Sal' realizó una versión con más ritmo del himno y que fue interpretada en el descanso de uno de los partidos disputados en Montjuïc.

### Mascota
Durante los años veinte, se publicaban chistes en el semanario futbolístico El Xut (el chute). Por entonces, el humorista catalán Valentí Castanys satirizaba a los seguidores del R. C. D. Español como los cuatro gatos negros, por el escaso número de socios de la entidad. En 1929 se estrenó en España la famosa creación de Pat Sullivan de nombre Félix el Gato en castellano y gat perico o gat periquito en catalán. Entonces se empezó a conocer a los seguidores del R. C. D. Español como els quatre gats pericos o los cuatro gatos periquitos.
Fue durante la celebración del 75.º aniversario del Club cuando se realizó de manera oficial un logotipo en el que ya aparecía un periquito. Con el paso de los años han ido surgiendo nuevos modelos del perico, y en el Estadio de Sarriá ya se implantó la figura de la mascota/disfraz. En la actualidad se ha desarrollado un logotipo más moderno y que figura en las equipaciones del equipo.
Para la captación de nuevos socios, se llevó a cabo una novedosa y exitosa campaña publicitaria en televisión a mediados de los años noventa en la que periquitos reales realizaban diversas acciones futbolísticas como remates de cabeza o chilenas. Otra versión es que alrededor del antiguo Estadio de Sarriá había muchas palmeras, con su correspondiente presencia de periquitos, y que incluso se vendía alpiste alrededor del estadio para darles de comer.[cita requerida]
Para conmemorar el centenario de la entidad se diseñó una nueva mascota que sólo se utilizó en dicha celebración. Su nombre fue Som-hi, Vamos en castellano y representaba una camiseta blanquiazul.

## Indumentaria

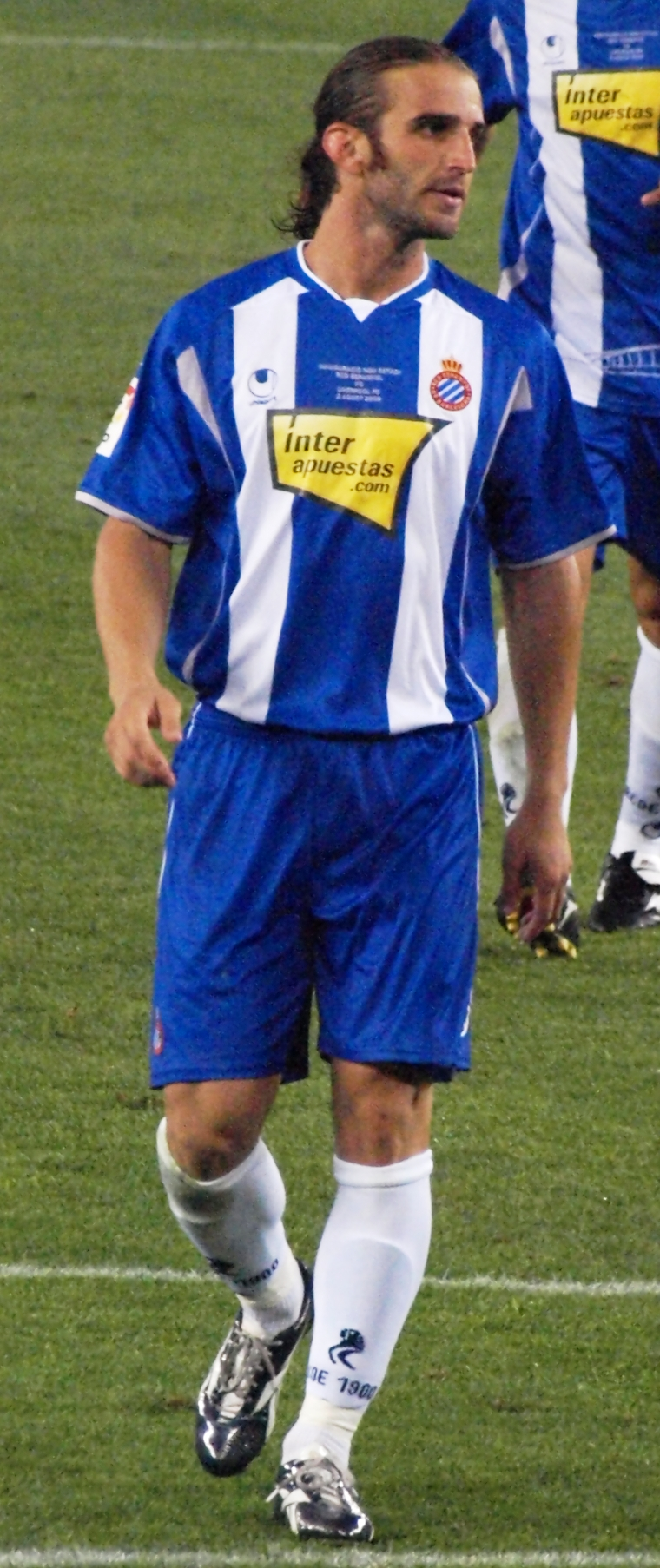
Iván Alonso con el uniforme del Espanyol.

- Uniforme titular: camiseta blanca con raya ancha azul en el centro, pantalón también azul y medias blancas. La parte trasera es blanca con el dorsal y nombre del futbolista en color negro. La novedad reside en la inclusión de la bandera blanquiazul en las mangas.[76]
- Uniforme alternativo: camiseta roja con detalles blanquiazules, pantalón rojo y medias rojas.
- Uniforme de portero: camiseta, pantalón y medias de color negro con detalles rosados.

El primer uniforme de la historia del club fue amarillo tras aportar uno de los primeros directivos tela de este color proveniente de su negocio textil, con faja y pantalón largo (variando el color según el jugador). Cuando este directivo dejó de participar en las actividades de la entidad y debido a que la tela amarilla era escasa, cada jugador pasó a aportar su vestuario en su totalidad, pero a grandes rasgos se utilizaba camiseta blanca con faja azul y pantalón negro o azul en 1901.
Tras la refundación de la entidad durante la suspensión de actividades entre 1906 y 1909, el 20 de febrero de 1910 la asamblea general, a propuesta del socio Eduard Corrons, decide cambiar los colores y el escudo. Se adoptaron los colores blanco y azul que representaban los colores que lucía en su blasón el almirante Roger de Lauria.
| Primero | (Ver evolución) | Actual |

## Infraestructura

### Estadio

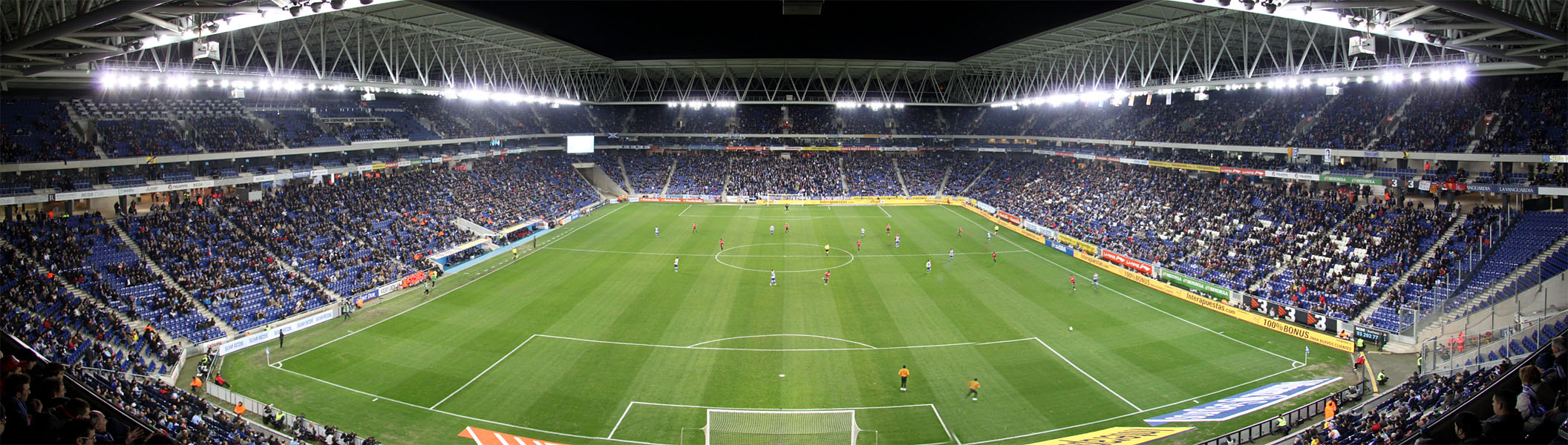
Vista panorámica del R. C. D. E. Stadium.

El club ha utilizado un total de seis terrenos de fútbol diferentes para disputar sus partidos como local antes de adquirir los terrenos en los que se ubicaba el histórico Estadio de Sarriá, primero en propiedad del R. C. D. Español. Deambulando por varios terrenos en sus inicios, el primero de ellos data de la temporada 1900-01, la de su fundación, donde juega los primeros amistosos en Can Grassot, ubicado en las inmediaciones del templo recién empezado a construirse de la Sagrada Familia. Esa misma temporada, también se utilizó a partir del 10 de marzo el campo Frare Blanch del Hispania Athletic Club, situado cerca del Tibidabo. Sin embargo, este campo apenas fue muy requerido y los posteriores entrenamientos se realizaron en un descampado del Hospital Clínico.
Para el siguiente curso futbolístico, año de la inauguración de la Copa Macaya, se trasladó al campo colindante a la Plaza de toros de Las Arenas, volviendo meses después al situado en el Hospital Clínico Sur. Allí disputó el primer partido el 30 de noviembre de 1902 ante el Football Club Internacional y que se saldó con victoria local por 6–0. Fueron unos terrenos colindantes al Clínico Norte cuando se establecieron allí desde el 6 de diciembre de 1903, permaneciendo allí tres años hasta que se paralizaron las actividades. En el debut de la fecha ganaron por 2–0 al Football Club Catalá y dos días después vencieron por 3-1 al Football Club Barcelona.
Una vez renacido el club se inauguró oficialmente el 1 de marzo de 1911 un nuevo campo con el encuentro ante el Club Español de Madrid, y que acabó con 2–0 para los locales. Este estadio denominado Velódromo Parque de Deportes de la calle Industria era conocido popularmente como el «Campo de las Habas» y permaneció en él hasta que se llegó a una de las fechas más señaladas de la historia blanquiazul.
El 18 de febrero de 1923 se inauguró el Estadio de Sarriá con un encuentro ante la Unió Esportiva de Sants que acabó con un 4-1 favorable a los españolistas. El primer gol en este estadio fue obra de Vicenç Tonijuan. Con el paso del tiempo, el estadio se convirtió en uno de los históricos no solo de la ciudad sino del país, y pasó a ser propiedad del club en los años cincuenta. Conocido también como Can Ràbia fue sede mundialista en el Mundial de España 1982.
Finalmente el 21 de junio de 1997 se disputó el último partido en Sarriá en el que el R. C. D. Espanyol se impuso por 3 a 2 al Valencia Club de Fútbol, siendo José Cobos Castillo el último futbolista con la camiseta blanquiazul en anotar un gol en el estadio, mientras que Iván Campo fue el último jugador en anotar un gol en el emblemático estadio.
Tras haberse construido para los Juegos Olímpicos de Barcelona 1992, el Estadio Olímpico de Montjuïc pasó a ser la sede local del club. Estrenado por el equipo el 7 de septiembre de 1997 con un partido correspondiente a la jornada 2 del campeonato de Liga y que concluyó con empate a uno frente al Real Club Celta de Vigo, fue sede hasta el 31 de mayo de 2009. Tal día tuvo lugar el último encuentro en este estadio —de titularidad municipal— derrotando por 3-0 al Málaga Club de Fútbol merced a un hat-trick de Raúl Tamudo como colofón antes de pasar a un recinto nuevamente en propiedad del club, el conocido como Estadio Cornellá-El Prat.
El 9 de mayo de 2003 se colocó la primera piedra del recinto en presencia entre otras autoridades, del Presidente de la Generalitat en aquel momento, Jordi Pujol. El inicio de las obras se produjo el 30 de noviembre de 2005 y el dos de agosto de 2009 se estrenó el nuevo estadio con un partido contra el Liverpool FC con resultado 3-0 favorable a los periquitos. Luis García fue el autor del primer gol en este campo seguido más tarde con dos goles de Ben Sahar. También anotó un tanto Raúl Tamudo que fue mal anulado tras un fuera de juego inexistente.
Conocido desde el año 2016 como R. C. D. E. Stadium, por las siglas del club, y popularmente como Cornellá-El Prat, posee un aforo de 40 500 espectadores, para ser uno de los estadios más modernos de Europa; cubierto prácticamente en su totalidad, salvo la parte superior de las cuatro esquinas, y estar catalogado por la UEFA con la máxima categoría (4). El estadio RCDE se llevó en su primer año el premio Stadium Business Award 2010, como mejor instalación deportiva mundial del año, premio organizado por Guiness. Además, cuenta con una tienda oficial del club. Entre junio de 2014 y diciembre de 2015 el estadio llevó el nombre de Power8 Stadium, por un acuerdo de patrocinio entre esta marca y el club.

### Ciudad Deportiva Dani JarqueSadrià
Además, el club posee una ciudad deportiva en la localidad de San Adrián de Besós, llamada por todos los aficionados en honor al primer estadio del club y, a la vez con el nombre de la ciudad anteriormente mencionada, Sadrià. Oficialmente se denomina Ciudad Deportiva Dani Jarque, en recuerdo del difunto capitán del equipo. En ella se entrena tanto el primer equipo como todos los filiales. Todos los partidos de la cantera se disputan en estas instalaciones que también cuenta con una tienda oficial del club.

## Datos del club
Para los detalles estadísticos del club véase Estadísticas del Real Club Deportivo Espanyol

### Denominaciones
- Sociedad Española de Foot-ball: (1900-01). Antecesor del club amparado por la Sociedad Gimnástica Española.
- Club Español de Foot-ball: (1901-06). Fusión con el Español Foot-ball Club hasta su cese de actividades.
- Club Deportivo Español: (1909-12). Regularización del club con exintegrantes de las primigenias sociedades.[90]
- Real Club Deportivo Español: (1912-31). Se le añade el título de «Real» otorgado por el monarca Alfonso XIII de España.
- Club Deportivo Español: (1931-40). Se proclama la Segunda República Española por lo que todo símbolo o alusión monárquica es eliminada.
- Real Club Deportivo Español: (1940-92). Tras la instauración de la dictadura franquista y posteriormente la transición democrática, son restauradas las alusiones monárquicas.[91][92]
- Real Club Deportivo Español, S. A. D.: (1992-95). Conversión de la entidad en una Sociedad anónima deportiva (S. A. D.).[93]
- Reial Club Deportiu Espanyol de Barcelona, S. A. D.: (1995-Act.) Catalanización de la denominación y se agrega a su denominación el nombre de la ciudad de proveniencia.[94][95]

## Palmarés
Nota: en negrita competiciones vigentes en la actualidad.
| Competición nacional           | Títulos                             | Subcampeonatos                                   |
| ------------------------------ | ----------------------------------- | ------------------------------------------------ |
| Copa del Rey (4)               | 1928-29, 1939-40, 1999-00, 2005-06. | 1910-11, 1914-15, 1940-41, 1946-47, 1956-57. (5) |
| Supercopa de España (0)        |                                     | 2000, 2006. (2)                                  |
| Segunda División de España (2) | 1993-94, 2020-21.                   | 1962-63. (1)                                     |

** La Copa de los Campeones de España no se incluye en la lista al ser un torneo amistoso no organizado por la RFEF.

| Competición internacional | Títulos | Subcampeonatos        |
| ------------------------- | ------- | --------------------- |
| Liga Europa (0)           |         | 1987-88, 2006-07. (2) |

** No se contabiliza una Copa Intertoto ya que en la fecha la competición era expresamente un torneo interregional carente de oficialidad para que equipos sin presencia UEFA disputaran partidos internacionales y no era auspiciada por el organismo continental —hecho producido a partir de 1995—. Se indica pues que fue vencedor de uno de los grupos en 1968, pero no se contabiliza como título en su palmarés.

| Competición regional       | Títulos                                                                 | Subcampeonatos                                                                       |
| -------------------------- | ----------------------------------------------------------------------- | ------------------------------------------------------------------------------------ |
| Copa Macaya (1)            | 1902-1903.                                                              |                                                                                      |
| Copa F. C. Barcelona (0)   |                                                                         | 1902-03. (1)                                                                         |
| Campeonato de Cataluña (8) | 1903-04, 1911-12, 1914-15, 1917-18, 1928-29, 1932-33, 1936-37, 1939-40. | 1904-05, 1909-10, 1912-13, 1916-17, 1918-19, 1924-25, 1929-30, 1931-32, 1933-34. (9) |
| Copa Cataluña (6)          | 1995, 1996, 1999, 2006, 2010, 2011.                                     | 1993, 1994, 2004, 2005, 2007, 2009, 2013. (7)                                        |
| Supercopa de Cataluña (1)  | 2016.                                                                   | 2014, 2018. (2)                                                                      |

### Trayectoria
| Competición                              | P.J. | P.G. | P.E. | P.P. | G.F. | G.C. | Mejor resultado    |
| ---------------------------------------- | ---- | ---- | ---- | ---- | ---- | ---- | ------------------ |
| Campeonato de Liga de Primera División   | 2778 | 989  | 654  | 1135 | 3760 | 4087 | Tercero            |
| Campeonato de Liga de Segunda División   | 186  | 95   | 50   | 41   | 284  | 145  | (Campeón)          |
| Campeonato de España de Copa             | 477  | 226  | 113  | 138  | 871  | 634  | Campeón            |
| Supercopa de España                      | 4    | 0    | 1    | 3    | 0    | 6    | Subcampeón         |
| Copa de la Liga de España                | 20   | 8    | 6    | 6    | 42   | 32   | Semifinalista      |
|                                          |      |      |      |      |      |      |                    |
| Copa de la UEFA / Liga Europa de la UEFA | 67   | 37   | 15   | 15   | 112  | 62   | Subcampeón         |
| Copa de Ciudades en Feria                | 14   | 8    | 0    | 6    | 23   | 22   | Cuartofinalista    |
| Copa Intertoto de la UEFA                | 8    | 2    | 1    | 5    | 8    | 13   | (Campeón de grupo) |
|                                          |      |      |      |      |      |      |                    |
| Total                                    | 3554 | 1365 | 840  | 1349 | 5100 | 5001 | 4 campeonatos      |
| Ver estadísticas completas               |      |      |      |      |      |      |                    |

Nota: En negrita competiciones activas. Estadísticas actualizadas al último partido jugado el 1 de junio de 2022.
Fuentes: LaLiga - UEFA - CIHEFE - BDFutbol 
Evolución

## Organigrama

### Jugadores
Destaca en la historia espanyolista el jugador que más años estuvo bajo disciplina del club, el barcelonés José Trías con un total de quince temporadas en el primer equipo.
En cuanto al número de partidos y goles, Raúl Tamudo encabeza la lista con un balance de 389 partidos —treinta y dos por encima de Antonio Argilés— y estuvo cerca de liderar también la lista de goleadores históricos con 140 —dos por detrás del navarro Rafael Marañón, jugador más goleador de la historia del club—. Cabe destacar a Thomas N'Kono, quien fuera el extranjero con más partidos disputados con la camiseta blanquiazul con 333, registro que casi iguala Mauricio Pochettino (320), siendo los foráneos más reconocidos del club.
| Máximos goleadores | Máximos goleadores | Máximos goleadores | Más partidos disputados | Más partidos disputados | Más partidos disputados | Más temporadas disputadas | Más temporadas disputadas | Más temporadas disputadas |
| ------------------ | ------------------ | ------------------ | ----------------------- | ----------------------- | ----------------------- | ------------------------- | --- | ------------------------- |
| 1.                 | Rafael Marañón     | 142 goles          | 1.                      | Raúl Tamudo             | 389 partidos            | 1.                        | José Trías | 15 años                   |
| 2.                 | Raúl Tamudo        | 140 goles          | 2.                      | Antonio Argilés         | 357 partidos            | 2.                        | Ricardo Teruel / Antonio Argilés | 13 años                   |
| 3.                 | Julián Arcas       | 103 goles          | 3.                      | José María García       | 343 partidos            | 3.                        | Crisanto Bosch / José Parra / Rafael Granero / Raúl Tamudo                                                                              | 12 años                   |
| 4.                 | Ángel Calvo        | 85 goles           | 4.                      | Thomas N'Kono           | 333 partidos            | 4.                        | Félix Llimós / Antonio Fàbregas / Mariano Veloy / Julián Arcas / José María García / Juan José Bertomeu / Fernando Molinos / Javi López | 11 años                   |
| 5.                 | Gabriel Jorge      | 80 goles           | 5.                      | Mauricio Pochettino     | 320 partidos            | 5.                        | Pitus Prat / Josep Artigas / José Luis Piquín / Miguel Ángel Ochoa / Mauricio Pochettino / David García                                 | 10 años                   |
| Ver lista completa | Ver lista completa | Ver lista completa | Ver lista completa      | Ver lista completa      | Ver lista completa      | Ver lista completa        | Ver lista completa | Ver lista completa        |

### Plantilla 2025-26
- Los jugadores con dorsales superiores al 25 son, a todos los efectos, jugadores del Real Club Deportivo Espanyol "B" y como tales, podrán compaginar partidos con el primer y segundo equipo. Como exigen las normas de la LFP, los jugadores de la primera plantilla deberán llevar los dorsales del 1 al 25. Del 26 en adelante serán jugadores del equipo filial. Por otro lado, un canterano debe permanecer al menos tres años en edad formativa en el club (15-21 años) para ser considerado como tal.

- Los equipos españoles están limitados a tener en la plantilla un máximo de tres jugadores sin pasaporte de la Unión Europea. La lista incluye solo la principal nacionalidad de cada jugador, algunos de los jugadores no europeos tienen doble nacionalidad de algún país de la UE:
- Leandro Cabrera posee la doble nacionalidad Uruguaya y Española.

### Transferencias 2025-26
| Altas   | Altas    | Altas       | Altas | Altas |
| Jugador | Posición | Procedencia | Tipo  | Coste |
| ------- | -------- | ----------- | ----- | ----- |

| Bajas                   | Bajas          | Bajas              | Bajas         | Bajas       |
| Jugador                 | Posición       | Destino            | Tipo          | Coste       |
| ----------------------- | -------------- | ------------------ | ------------- | ----------- |
| Alejo Véliz             | Delantero      | Tottenham          | Fin de cesión | 0€          |
| Roberto Fernández       | Delantero      | Sporting de Braga  | Fin de cesión | 0€          |
| Marash Kumbulla         | Central        | A. S. Roma         | Fin de cesión | 0€          |
| Alex Král               | Centrocampista | F. C. Union Berlin | Fin de cesión | 0€          |
| Urko González de Zárate | Centrocampista | Real Sociedad      | Fin de cesión | 0€          |
| Walid Cheddira          | Delantero      | S. S. C. Napoli    | Fin de cesión | 0€          |
| Álvaro Aguado           | Centrocampista | Sin equipo         | Libre         | 0€          |
| Brian Olivan            | Lateral        | Sin equipo         | Libre         | 0€          |
| Sergi Gómez             | Central        | Sin equipo         | Libre         | 0€          |
| Joan García             | Portero        | FC Barcelona       | Traspaso      | 25.000.000€ |
| Fernando Pacheco        | Portero        | Sin equipo         | Libre         | 0€          |
| Kenneth Soler           | Delantero      | Sin equipo         | Libre         | 0€          |

### Entrenadores
Antes de 1922 la figura del entrenador no estaba tan considerada como desde la fecha citada. Es por este motivo que, desde la fundación del club en 1900 hasta 1922, fuese el presidente o bien el jugador con más años en el equipo los que realizaban las tareas del entrenador y, en consecuencia, quienes elaborasen las alineaciones. Por este motivo los datos de entrenadores del R. C. D. Espanyol comienzan en 1922 ya que es desde esta fecha en la que oficialmente se creó su figura siendo el primero Mr. Edward Garry.
El actual entrenador es Manolo González.

## Categorías inferiores

### R. C. D. Espanyol "B"
El Real Club Deportivo Espanyol "B" es el primer filial del club. Fue fundado en 1994 y actualmente juega en el Grupo III de la Segunda División B.
Como equipo filial, su principal función es la de servir de cantera del primer equipo promocionando y forjando nuevos jugadores que nutran la primera plantilla. Además de este hecho, la cantera del club está considerada como una de las mejores de España ya que temporada a temporada cosechan éxitos y promocionan nuevas perlas y talentos al primer equipo de la entidad. A diferencia de otras ligas europeas de fútbol, en España, los equipos filiales juegan en el mismo sistema de liga que su equipo matriz en lugar de jugar una competición exclusiva para equipos filiales. Sin embargo, no pueden jugar en la misma categoría que su equipo mayor y es por este motivo que el R. C. D. Espanyol "B" no puede ascender a Primera División ni disputar la Copa del Rey.

## Otras secciones deportivas
|  | Para más detalles, consultar Secciones deportivas del Real Club Deportivo Espanyol |

### Fútbol femenino
El equipo femenino del Club nació en 1970, entonces llamado Club Deportivo Español Femenino, bajo el impulso de Lluis Oliva Berney y con Julián Arcas como primer entrenador. Desde la creación de la Liga femenina en 1988 y en sus diversos formatos, el equipo ha estado en la máxima categoría del fútbol femenino (excepto entre las temporadas 1990-91 y 1992-93), manteniéndose entre las mejores o, en el peor de los casos, en la zona media de la clasificación.
En 1996 consigue su primer título nacional, la Copa de la Reina, que revalidó en 1997. Sin embargo en años posteriores el equipo no logró acabar con títulos sus buenas temporadas realizadas y no fue hasta 2005 cuando el equipo femenino ha vivido su época más fructífera. Especialmente recordada fue la temporada 2005-06, en la que las blanquiazules vivieron el mejor año de su historia al lograr el doblete, la Liga y su tercera Copa.
En los años siguientes la sección logró su cuarta y su quinta copa (2009 y 2010), dos subcampeonatos de Copa (2007 y 2011) y tres subcampeonatos de Liga (2006-07, 2009-10 y 2010-11), muestra de la gran regularidad de las jugadoras periquitas. Aparte de imponerse en las cuatro primeras ediciones de la Copa Cataluña (2005, 2006, 2007 y 2008).
En la temporada 2011-12, el equipo femenino se convirtió en el conjunto más laureado de la Copa de la Reina tras conseguir su sexta Copa y empatar así a títulos con el Levante U. D. como máximo equipo copero, aunque las periquitas cuentan con diez finales por siete de las granotas.

### Otras secciones

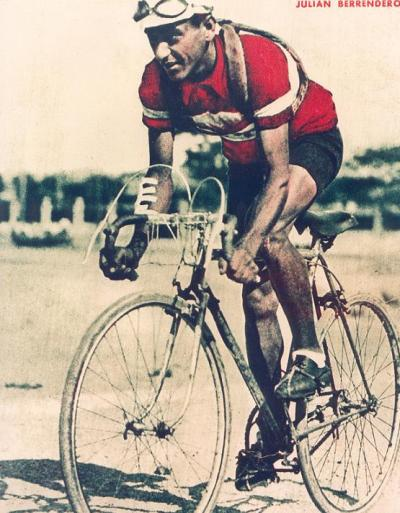
Julián Berrendero en carrera.

El R. C. D. Espanyol ha contado además con otras secciones deportivas a lo largo de su historia. En 1912 se fundó la sección de hockey hierba, en 1954 la de bolos, con la que se ganó la II Copa Presidente y en 1964 la de petanca, ganando en 1970 el Campeonato de España masculino y en 1980 el femenino.
Mención destacada merece el deporte de invierno skeleton y el primer deportista español de esta disciplina, que además ha participado en dos Juegos Olímpicos de Invierno, Ander Mirambell, perico reconocido, que en varias competiciones ha participado con el escudo del club en el casco. No se puede considerar una sección propiamente dicha del club aunque sí existe una colaboración entre ambas partes.
Además de ellas existieron una sección de voleibol femenino, una de hockey patines, y hockey hierba, siendo pionero español de esta modalidad, una de baloncesto, que contó con notable trayectoria y méritos deprtivos, expandida a modalidad femenina también, una de atletismo y que fue también una de sus más representativas, una de rugby, así como de fútbol en pista cubierta y sala, estando sin embargo extintas en su mayoría.
En recuerdo a ellas se fundó una sociedad en 2017 denominada Seccions Deportives Espanyol —ajena al club— que aglutina a aficionados del club para practicar dichos deportes. Cuenta con secciones de hockey patines, voleibol, baloncesto , balonmano y Fútbol Sala.

## Área social y dimensión sociocultural

### Fundación
El 23 de diciembre de 1997 se creó la Fundació Privada del R. C. D. Espanyol con el objetivo de difundir y promover el sentimiento y valores de la entidad así como la historia del club. Desde su creación, la entidad es autónoma y, por tanto, el criterio económico que la rige es el de la autofinanciación. Para lograr dicho objetivo, la Fundació obtiene sus ingresos a través de las aportaciones y donaciones de personas físicas y jurídicas así como de las cuotas que satisfacen sus diferentes tipos de socios y colaboradores. El actual presidente de la Fundación es el expresidente del club Daniel Sánchez Llibre y la patrona es la laureada exnadadora de sincronizada Gemma Mengual. La Fundación lleva a cabo el Proyecto África, con la intención de cooperar a nivel educativo, social y deportivo con países como Nigeria, Senegal, Costa de Marfil, Chad, Marruecos y Camerún.

### Agrupación de veteranos
En abril de 1977 Francisco Murió (primer presidente de la agrupación), Javier Marcet, José María Sánchez Rodilla y Vicente Balaguer "Catá", en representación de una serie de exjugadores legendarios del R. C. D. Español, constituyeron la Agrupación de Veteranos. Manuel Meler, en aquel tiempo Presidente del R. C. D. Español, reconoció oficialmente a la agrupación como una sección del club. Actualmente, y desde junio de 1996, el presidente es Rafa Marañón. Cada año, el equipo de veteranos del club, disputa una serie de partidos amistosos.

### Peñas
El R. C. D. Espanyol cuenta con unas 200 peñas reconocidas por la entidad que se agrupan en la Federación Catalana de Peñas. Su principal función es difundir el sentimiento españolista y hacer crecer la masa social del club. La entidad cuenta en su mayoría con peñas ubicadas en Cataluña aunque también las hay en el resto de España. Muestra del crecimiento social del club es la creación de peñas fuera de España, en lugares como Andorra, Uruguay, Japón, Francia, Brasil, Suecia o Australia. Cada año se realiza un encuentro de peñas en una localidad catalana en la que se tratan temas de actualidad perica mientras se celebran actos y una comida.
A nivel de animación, una de las peñas pioneras fue la Penya Espanyolista Manigua, aunque desde 1985 fue Brigadas Blanquiazules el foco de animación de Sarriá acompañados de la Peña Juvenil Españolista. En aquella época se realizaron varios tifo y se utilizaron de forma habitual bengalas y botes de humo, además de realizar numerosos desplazamientos a otras ciudades de España y Europa para acompañar al equipo. En los últimos años de existencia del mítico Estadio de Sarriá, estos grupos de jóvenes se juntaron bajo el nombre de Irreductibles. Con el paso al Estadio Olímpico de Montjuïc y durante los últimos cinco años en dicho estadio, se creó un nuevo grupo de animación, La Curva RCDE, que son, junto a la peña Juvenil 1991, la voz de la afición en el Estadio Cornellá-El Prat.

### Escuela de fútbol
Desde el año 2002, el R. C. D. Espanyol cuenta con una escuela de fútbol para niños y niñas menores de 14 años. En sus inicios, contó con un número aproximado de 200 alumnos cuya principal función era la de dar la posibilidad de iniciarse en la práctica de este deporte y también de mejorar sus capacidades educando a los chavales bajo las premisas del respeto y la deportividad. En la actualidad, y dado al éxito inicial, la escuela tiene apuntados unos 750 alumnos. Los niños y niñas de la escuela entrenan dos horas a la semana y juegan un partido los sábados por la mañana. Participan en una competición que consta con casi 70 equipos dependiendo del nivel de cada niño. Estas actividades se llevan a cabo en la Ciudad Deportiva de San Adrián. Cuando la actividad de la escuela se para por las vacaciones de verano, el club da paso a un campus de fútbol en el que se reúnen alrededor de 800 niños y niñas.

## Rivalidades
El principal rival histórico del R. C. D. Espanyol es el F. C. Barcelona, con el que se ha venido disputando desde 1900 la supremacía deportiva en la ciudad de Barcelona, siendo los dos equipos más representativos de dicha ciudad y de Cataluña. Ambos equipos se han enfrentado a lo largo de su historia principalmente en la Primera División de España, aunque también se han visto las caras en la Copa del Rey de Fútbol, la Supercopa de España e incluso a nivel internacional, en la extinta Copa de Ferias.
Los orígenes de esta rivalidad se remontan a principios del siglo XX, cuando el conjunto azulgrana no permitía jugar a futbolistas españoles en el equipo, cosa que sí hizo desde su fundación, en 1900, el R. C. D. Español. Fue precisamente el 23 de diciembre de 1900 cuando se disputó el primer encuentro entre ambos clubes, un partido que acabó en empate a cero. Tras este partido se han sucedido muchos más y con ellos fue aumentando la rivalidad entre clubes y aficionados.
Desde que en la temporada 1928-29 se creó la Primera División de España, en la que los dos equipos fueron invitados a participar, se han enfrentado en todas sus campañas, salvo en las cinco temporadas en las que el conjunto blanquiazul militó en la Segunda División de España. Es el conjunto 'perico' el que tiene la máxima goleada de la historia entre ambos, siendo lograda al imponerse al eterno rival por un contundente 6-0 en la temporada 1950-51.

## Filmografía
- Documental TVE (5-1-1970), «Históricos del balompié - Real Club Deportivo Espanyol» en rtve.es
- Documental TVE (12-11-2013), «Conexión Vintage - 113 años de la fundación del R.C.D. Espanyol de Barcelona» en rtve.es
- Documental Canal+ (9-12-2011), «Club de Fútbol - RCD Espanyol» en YouTube
- Documental RCDE (15-12-2011), «La força d'un sentiment, de Sarrià a Cornellà» en YouTube[1][2]